# 北九州市立足立中学校
北九州市立足立中学校（きたきゅうしゅうしりつ あだちちゅうがっこう）は、福岡県北九州市小倉北区萩崎町にある市立中学校。

## 沿革
- 1947年（昭和22年） - 小倉市立第一中学校開校
- 1951年（昭和26年） - 小倉市立足立中学校と改称
- 1962年（昭和37年） - 北九州市立足立中学校と改称

## 委員会
- 学級委員会
- 学習委員会
- 生活委員会
- 美化委員会
- 文化図書委員会
- 保健体育委員会

## クラブ活動

### 運動部
- 野球部
- サッカー部
- 陸上部
- ソフトテニス部
- バスケットボール部
- バレーボール部
- 柔道部

### 文化部
- 吹奏楽部
- 美術部
- 放送MM部

## 関係機関
- 北九州市 小倉北区

## 教員採用試験
足立中学校は、例年、市の教員採用試験の第1次試験（集団討論・面接）、第2次試験の会場となっている。

## 学校周辺
- 北九州中央郵便局
- 北九州都市高速道路・北九州高速4号線足立出入口
- 綿津美神社